# Pachyschelus nicolayi
Pachyschelus nicolayi är en skalbaggsart som beskrevs av Jan Obenberger 1925. Pachyschelus nicolayi ingår i släktet Pachyschelus och familjen praktbaggar. Inga underarter finns listade i Catalogue of Life.